# Cantarana
Cantarana ist eine Gemeinde in der italienischen Provinz Asti (AT), Region Piemont.

## Lage und Einwohner
Cantarana liegt 16 km westlich von der Provinzhauptstadt Asti entfernt. Der Ort liegt auf einer Höhe von 176 m über dem Meeresspiegel.
Das Gemeindegebiet umfasst eine Fläche von 9,77 km² und hat 956 Einwohner (Stand 31. Dezember 2023). Die Gemeinde besteht aus den Ortsteilen Concentrico, Palazzasso, Torrazzo, Arboschio, Serralunga, Bricco dell’Oca, Bricco Grosso, Bricco Aguggia und Bricco Barrano. Die Nachbargemeinden sind Dusino San Michele, Ferrere, San Damiano d’Asti, Tigliole, Valfenera und Villafranca d’Asti.
Der Schutzheilige des Ortes ist San Giovanni Battista.

## Kulinarische Spezialitäten
In Cantarana werden Reben der Sorte Barbera für den Barbera d’Asti, einen Rotwein mit DOCG Status angebaut.